# Alosterna chalybeella
Alosterna chalybeella là một loài bọ cánh cứng trong họ Cerambycidae.